# ルブロバクテル・ラディオトレランス
ルブロバクテル・ラディオトレランス（Rubrobacter radiotolerans）は、グラム陽性好気性の細菌である。非常に強力な放射線耐性菌であり、2013年現在最も放射線に強い細菌として知られている。
1973年に日本のラドンを高濃度含む温泉（三朝温泉）から発見された。当初はArthrobacter属として記載されたが、1988年に本種をタイプ種とするRubrobacter属が新設された。Rubrobacter radiotoleransは、ラテン語で「放射線に耐える、赤い細菌」といった意味があり、培養すると産生する色素でコロニーが赤く着色する。この色素は高度好塩菌などにもみられるバクテリオルベリンなどが主である。
本種は非常に強い放射線に耐えることで知られており、D37はおおよそ16,000Gyにも達する。これはヒトの4000倍、大腸菌の400倍にもなり、Deinococcus radioduransの7000Gyをも遥かに超えている。